# Lee Seong-hun
Lee Seong-hun (kor. 이성훈; ur. 7 listopada 1971) – południowokoreański judoka. Olimpijczyk z Atlanty 1996, gdzie zajął siedemnaste miejsce w kategorii do 65 kg.
Brązowy medalista mistrzostw Azji w 1996 roku.

## Letnie Igrzyska Olimpijskie 1996
| Konkurencja | Rundy eliminacyjne     | Rundy eliminacyjne         | Klas. końcowa |
| Konkurencja | Przeciwnik I           | Przeciwnik II              | Miejsce       |
| ----------- | ---------------------- | -------------------------- | ------------- |
| 65 kg       | Bektaş Demirel (TUR) Z | Henrique Guimarães (BRA) P | 17.           |